# Волны Зефира
Волны Зефира (лат. Zephyrus Undae) — поле дюн на Титане, самом крупном спутнике Сатурна. Расположено в светлой местности Адири (само оно, как и другие поля дюн Титана, темнее окружающей местности). Координаты центра — 8°30′ ю. ш. 142°54′ в. д. / 8,5° ю. ш. 142,9° в. д.; максимальный размер — 130 км.
С севера волны Зефира ограничены горами Эхориат, отделяющими их от волн Борея, а с востока — горами Долмед. С юга в область волн Зефира вклинивается ещё одна небольшая возвышенность. С других сторон они плавно переходят в равнинную местность. Недалеко от их юго-западного края начинаются горы Ангмар.
Как и другие дюны Титана, волны Зефира вытянуты примерно с запада на восток. Расстояние между гребнями соседних дюн — 2–3 км.
Волны Зефира были обнаружены на радиолокационных снимках космического аппарата «Кассини», заснявшего эту область 28 октября 2005 года. Они стали одним из 4 первых наименованных полей дюн на Титане. Все эти поля названы в честь греческих богов ветра. Данное поле дюн — самое западное из этих четырёх, и оно получило имя бога западного ветра — Зефира. Это название было утверждено Международным астрономическим союзом 5 декабря 2011 года. Кроме того, в литературе встречается название Kajsa Undae.